# Terrifier 2
Série Terrifier
Terrifier
(2016) Terrifier 3
(2024)
Pour plus de détails, voir Fiche technique et Distribution.
Terrifier 2 est un film d'horreur américain écrit et réalisé par Damien Leone et sorti en 2022. Il s'agit de la suite du film Terrifier, sorti en 2016. Le film se fait repérer dans la presse généraliste après plusieurs cas de vomissement et d'évanouissement par certains spectateurs américains.
Le film se déroule un an après la précédente boucherie d'Art le clown. Sienna Shaw participe à une soirée d'Halloween avec ses amies. Alors que son jeune frère développe une fascination malsaine pour Art, elle finit par croiser la route du clown tueur sanguinaire.

## Synopsis
Le film commence quelques heures après le massacre d'Art d'où seule Victoria a réchappé grièvement blessée et défigurée. Le corps d'Art est emmené à la morgue mais ce dernier ressuscite, tue le médecin légiste venu l'autopsier et se rend dans une laverie automatique pour nettoyer son costume. Il remarque alors une petite fille (invisible pour tous excepté lui) déguisée en Pierrot. Ses affaires nettoyées, le clown tue un client de la laverie et disparaît. 
Un an plus tard, Sienna Shaw, une adolescente, prépare son costume de Valkyrie pour la fête d'Halloween d'après un croquis de son père décédé. Jonathan, son petit frère, est fasciné par Art depuis qu'il a découvert des dessins du clown dans le carnet de leur père au grand dam de sa sœur et de sa mère, Barbara, qui trouvent cela morbide. La nuit, Sienna cauchemarde et devient la protagoniste d'une émission baptisée le « Café Clown » dont Art est la vedette. Le tueur exécute chaque convive et Sienna ne doit son salut que grâce à l'épée. Elle se réveille juste à temps pour éviter un incendie provoqué dans sa chambre. Sa mère met cela sur le compte de bougies que Sienna avait oublié d'éteindre, mais l'adolescente réfute cette hypothèse. En examinant ses affaires, elle constate que tout a brûlé à l'exception de l'épée qu'elle gardait pour son costume. 
Le jour d'Halloween, Jonathan s'enfuit de l'école en voyant Art et la petite fille jouer avec un opossum mort. La directrice, pensant qu'il s'agit de son méfait, appelle la mère qui punit son fils. Lors du déjeuner, Sienna fait une crise de panique en apprenant par ses amies Allie et Brook la mort de Monica Brown après son agression par Victoria. Sienna et Allie se rendent dans un magasin de déguisements d'Halloween où Art s'amuse à provoquer Sienna. Après leur départ, Art tue le vendeur, s'introduit chez Allie (après qu'elle a refusé de lui donner des bonbons) et la torture pour se venger. Lorsque la mère d'Allie rentre à la maison, elle découvre sa fille horriblement mutilée mais vivante et Art imitant silencieusement un fou rire en voyant sa réaction horrifiée. Avant de partir, Art décapite la mère d'Allie et donne des bonbons aux enfants venus faire la tournée des bonbons dans cette maison.
Bien que Jonathan clame son innocence, sa mère ne veut rien entendre. D'après les documents de leur père, le garçon pense que la petite fille est la première victime d'Art, Emily Crane, et que leur paternel avait trouvé le moyen de tuer le clown grâce à l'épée qu'il avait confiée à Sienna. Sa sœur ne le croit pas et part rejoindre Brooke dans un bar. Après une dispute avec Barbara, Jonathan s'enfuit de la maison. Sa mère découvre que sa voiture a été entièrement recouverte d'œufs et de papier toilette. Pensant qu'il s'agit de l'œuvre de son fils pour se venger, Barbara commence à nettoyer le véhicule et se fait tuer à bout portant par Art qui s'était caché à l'intérieur. Lors de sa fugue, Jonathan croise Emily dont les yeux s'illuminent. Il rentre chez lui et se fait droguer par Art qui prend l'épée au passage.
Durant la fête, Sienna prend de l'ecstasy et fait une crise de panique en voyant Emily dans la foule. Jeff, le copain de Brooke, ramène les deux filles mais Sienna souhaite qu'ils se rendent au Terrifier, un parc d'attraction abandonné, à la place. La jeune femme y entre tandis que Art tue Jeff, puis laisse s'échapper Brooke lorsque celle-ci se défend. Elle se retrouve piégée dans les toilettes du parc où elle se fait asperger le visage d'acide puis matraquer à mort avec une massue ornée de clous, avant qu'Art ouvre la poitrine du cadavre et mange son cœur. Lorsque Sienna arrive au parc à son tour, elle se fait assommer par Art et l'emmène dans son repère. 
Elle se réveille alors que le clown est en train de torturer son petit frère avec un scalpel. Sienna l'attaque mais les adolescents découvrent qu'Art est immortel et s'enfuient. L'attraction est en réalité le lieu où il tuait ses victimes. Le monstre finit par poignarder Sienna avec l'épée et l'envoie en Enfer. Après un nouveau cauchemar au « Café Clown », Sienna ressuscite grâce à l'arme et décapite Art qui meurt. Emily prend alors la tête du tueur et disparaît, laissant Sienna et Jonathan seuls. 
Après un premier générique de fin, l'action reprend dans l'asile où Victoria a été placée. Subitement enceinte, elle met au monde la tête d'Art, vivante et dont les yeux s'illuminent, sous les yeux horrifiés de la sage femme qui a aidé Victoria à accoucher.

## Fiche technique
- Titre original : Terrifier 2
- Réalisation et scénario : Damien Leone
- Musique : Paul Wiley
- Photographie : George Steuber
- Montage : Damien Leone
- Casting : Jason Leavy
- Production : Phil Falcone, Damien Leone, Steven Della Salla, Jason Leavy et Michael Leavy
- Société de production : Dark Age Cinema et Fuzz on the Lens Productions
- Budget : 250.000 $
- Pays d'origine :  États-Unis
- Langue originale : anglais
- Genres : horreur, thriller, slasher, gore
- Durée : 138 minutes
- Dates de sortie :
  - Royaume-Uni : 29 août 2022 (festival) 
  - États-Unis : 6 octobre 2022
  - France : 11 janvier 2023
- Classification :
  - États-Unis : Unrated
  - France : Interdit aux moins de 16 ans

## Distribution
- David Howard Thornton : Art le Clown
- Lauren LaVera (VF : Coline Delhay) : Sienna Shaw (en)
- Elliott Fullam (VF : Axel Pech) : Jonathan Shaw
- Sarah Voigt (VF : Fanny Gatibelza) : Barbara Shaw
- Kailey Hyman (VF : Cécilia Debergh) : Brooke
- Casey Hartnett (VF : Juliette Verdier) : Allie
- Amelie McLain : la petite fille pâle
- Chris Jericho (VF : Michaël Cermeno) : Burke
- Charlie McElveen (VF : Olivier Valiente) : Jeff
- Samantha Scaffidi (en) (VF : Sylvie Santelli) : Victoria « Vicky » Heyes
- Tamara Glynn : une mère au magasin
- Felissa Rose : Mme Principe
- Nedim Jahić : Travis Bryant

## Accueil

### Accueil critique
Malgré le petit budget du film de Damien Leone et les retours partagés des spectateurs, la critique se montre très enthousiaste vis à vis de Terrifier 2. Pour Écran Large, le long-métrage est « un gros bis gore et bancal, auquel on pardonne tout depuis qu'il est entré par effraction dans le petit monde de l'horreur américaine trop sage ». Le site spécialisé dans la culture populaire Eklecty-City qualifie Terrifier 2 comme « le meilleur slasher depuis pas mal d’années. (...) plus qu'un simple slasher. Il propose, il provoque, et suscite un malaise chez le spectateur ». Pour FilmsActu « Terrifier 2 éclabousse nos écrans tant il déborde de gore et renoue avec un cinéma d’horreur qui ose le sale ».

## Édition en vidéo
Le film est sorti en DVD le 24 mai 2023 puis en Blu-ray 4K le 13 décembre de la même année. Le 1er octobre 2025, le film ressort en coffret trilogie avec le premier volet et sa suite, Terrifier 3.